# Kulików (stacja kolejowa)
Kulików (ukr. Куликів, ros. Куликов) – stacja kolejowa w miejscowości Mierzwica, w rejonie lwowskim, w obwodzie lwowskim, na Ukrainie. Leży na linii Lwów – Rawa Ruska – Hrebenne. Nazwa pochodzi od pobliskiego osiedla typu miejskiego (dawniej miasta) Kulikowa.
Stacja istniała przed II wojną światową. Nosiła wówczas nazwę Kulików-Mierzwica. Wówczas pomiędzy Kulikem-Mierzwicą a Zaszkowem istniał jeszcze przystanek Zarudce.